# Glaphyra subglabra
Glaphyra subglabra är en skalbaggsart som först beskrevs av J. Linsley Gressitt 1938.  Glaphyra subglabra ingår i släktet Glaphyra och familjen långhorningar.
Artens utbredningsområde är Taiwan. Inga underarter finns listade i Catalogue of Life.